# Luca Colnaghi
Luca Colnaghi (Lecco, 14 gennaio 1999) è un ciclista su strada italiano che corre per il team VF Group-Bardiani CSF-Faizanè, professionista dal 2022. Nel 2020 ha vinto due tappe al Giro d'Italia Giovani Under-23.

## Biografia
Il 6 marzo 2025, durante un allenamento su strada nel lecchese, viene aggredito e picchiato da una coppia di motociclisti per futili motivi, riportando lesioni. 

## Palmarès

### Strada
- 2016 (Ciclistica Biringhello Juniores)[2]

Gran Premio Liberazione Città di Massa
Memorial Ricci
- 2017 (Ciclistica Biringhello Juniores)[3]

Coppa Caduti di San Lorenzo - Libero Ferrario
Coppa 1º maggio
Trofeo Buffoni
- 2019 (Team Colpack, una vittoria)[4]

Trofeo LDM Srl - Campionato Regionale Lombardo
- 2020 (Zalf-Euromobil-Désirée-Fior, tre vittorie)[5]

Trofeo Luigi e Davide Guerci
2ª tappa Giro d'Italia Giovani Under-23 (Gradara > Riccione)
3ª tappa Giro d'Italia Giovani Under-23 (Riccione > Mordano)
- 2021 (U.C. Trevigiani-Campana Imballaggi, tre vittorie)[6]

Memorial Mauro Dinucci
Trofeo Matteotti - Marcialla
2ª tappa Giro del Veneto (Valeggio sul Mincio > Valeggio sul Mincio)
- 2025 (VF Group-Bardiani CSF-Faizanè, una vittoria)

Giro della Città Metropolitana di Reggio Calabria

#### Altri successi
- 2020 (Zalf-Euromobil-Désirée-Fior)

Classifica a punti Giro d'Italia Giovani Under-23

## Piazzamenti

### Competizioni mondiali
- Campionati del mondo

Bergen 2017 - In linea Junior: 31º
Fiandre 2021 - In linea Under-23: 7º

### Competizioni europee
- Campionati europei

Plouay 2020 - In linea Under-23: 15º
Trento 2021 - In linea Under-23: 59º